# Louaï el-Atassi
 (juillet 2018).
Si vous disposez d'ouvrages ou d'articles de référence ou si vous connaissez des sites web de qualité traitant du thème abordé ici, merci de compléter l'article en donnant les références utiles à sa vérifiabilité et en les liant à la section « Notes et références ».
Louaï al-Atassi (en arabe : لؤي الأتاسي / Luʾay al-Atāsī), né en 1926 à Homs et mort le 24 novembre 2003, est un homme d'État syrien. Il est président de la Syrie du 9 mars au 27 juillet 1963.

## Biographie
Louai est né à Homs dans la famille Atassi, une famille fortement politisée. Il poursuit ses études à l'Académie militaire de cette ville.
Il combat à la guerre israélo-arabe de 1948, puis devient chef du protocole militaire sous le gouvernement d'Hachem al-Atassi en 1954.
Luai est d'abord attaché militaire à l'ambassade syrienne au Caire, où il devient nationaliste arabe sous l'influence du président égyptien, le colonel Nasser.
Atassi était très favorable à la création de la République arabe unie, et a critiqué l'attitude du général Kouzbari qui a fait quitter la Syrie de cette union avec l'Égypte.
Après cet événement, il devient attaché militaire à l'ambassade syrienne à Washington.
Il est convoqué à Damas pour témoigner contre des nasséristes qui cherchaient à reconstituer l'union. Mais il refuse de témoigner contre eux et il est arrêté pour cela.
Le 8 mars 1963, l'aile militaire du parti Baas, procède à un coup d'État, c'est ainsi qu'il est libéré de prison et désigné président du Conseil révolutionnaire national chargé d'exercer l'autorité exécutive dans le pays. C'est également dans cette période qu'il est promu chef d'état major et lieutenant-général de l'armée syrienne.

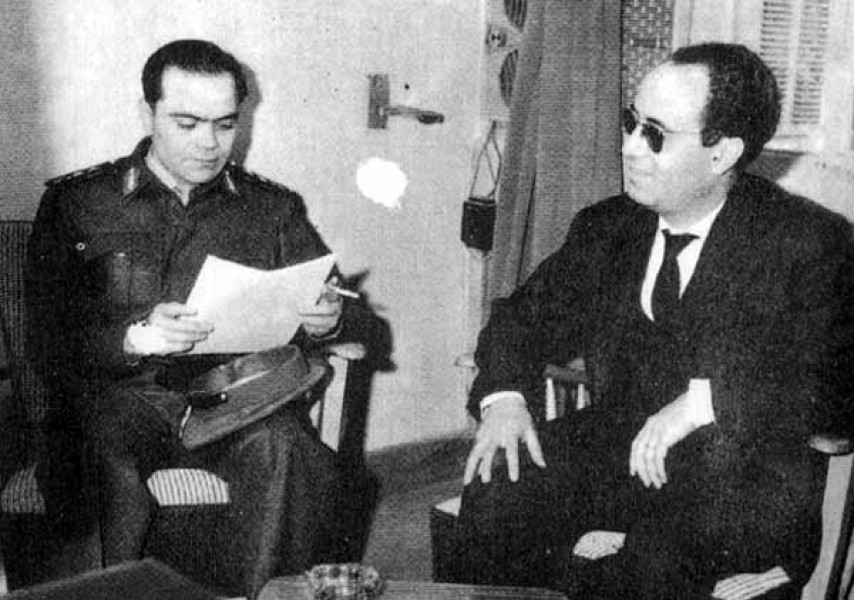
Louaï (à gauche) avec Jamal el-Atassi

Il devient alors président de la République, mais avec des pouvoirs limités. Il démissionne de son poste quatre mois plus tard, le 27 juillet 1963.
Il retourne alors vivre à Homs pendant près de quarante ans, sans plus jamais participer à la vie politique ou militaire.